# Інга (водоспад)
Інга (фр. Chutes d'Inga, англ. Inga Falls) — водоспад в центрально-західній Африці, на річці Конго, в Демократичній Республіці Конго.

## Географія

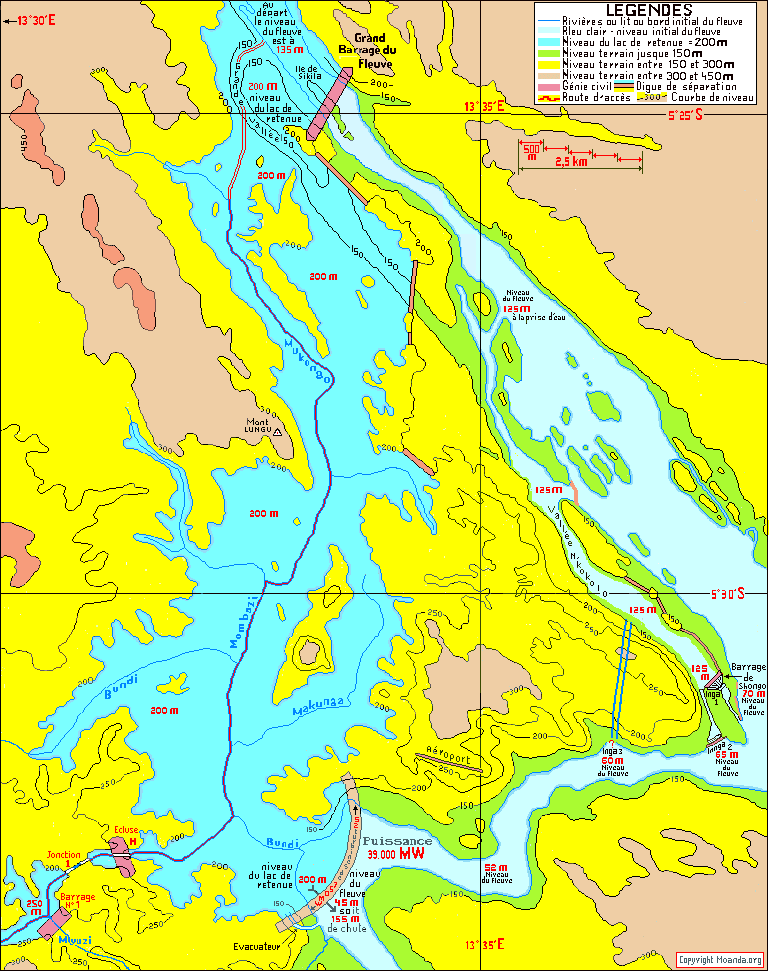
Розміщення ГЕС Інга поблизу водоспаду

Інга має характер швидше сегментних річкових порогів ніж водоспаду і належить до системи порогів та водоспадів Лівінгстона та лежить в нижній її частині. Водоспад розташований в західній частині Демократичної Республіки Конго, у нижній течії річки Конго, в південно-західній частині провінції Центральне Конго, на північ від кордону із Анголою, за 40 км на північ — північний схід від адміністративного центру провінції — Матаді та за 230 км на південний захід від столиці країни — Кіншаси. Водоспад розташований у крутому Z-подібному вигині русла річки, а у верхній його частині, з правого берега розташовані нижні б'єфи греблі гідроелектростанцій Інга І та Інга ІІ (1 775 МВт). Трохи нижче будується ГЕС Інга-III (4 500 МВт), а в нижній частині водоспаду заплановано будівництво супер ГЕС Гранд Інга (39 000 МВт).
Найбільша висота водоспаду становить 96 м, ширина — коливається від 260 м до 4 км, довжина до 15,24 км. Він, в середньому, щосекунди пропускає 42 476 м³ води, а в період повеней, витрата води може доходити до 70 793 м³/с. За цим показником, водоспад Інга вважається найбільшим у світі.

## Гідроенергетика
Початкові проєкти та дослідження по будівництву ГЕС над водоспадом Інга, сягають 1937 року і проводилися ще бельгійською колоніальною владою. Протягом десятиліть реалізується проєкт спорудження каскаду гідроелектростанцій — «Дамби Інга». Перша ГЕС «Інга-I» потужністю 351 МВт була зведена в 1972 році з використанням бічної протоки річки Конго, що проходить через долину Нкололо, в 1982 році була запущена в експлуатацію «Інга-II» потужністю 1 400 МВт. Станом на 2009 рік, ці гідроелектростанції значно зносилися і використовувались не більше ніж на 20% свого потенціалу. У стадії проєктування і підготовки будівництва знаходиться ГЕС «Інга-III» потужністю 4 500 МВт, спорудження якої очікується до 2015 року.

### Проєкт «Гранд Інга»
Основні плани щодо подальшого розвитку каскаду «Дамби Інга» належать до проєкту останньої в каскаді ГЕС «Гранд Інга», розташованої за 6,5 км нижче за течією від ГЕС «Інга-III». З урахуванням середньої витрати води 42 000 м³/с ця ділянка має потенціал 39 ГВт механічної енергії і приблизно стільки ж електричної. У разі завершення Гідропроєкту «Гранд Інга» стане найбільшою ГЕС у світі за встановленою потужністю і з виробленням електроенергії в рік. За поточним проєктом заплановано використовувати один із порожистих рукавів річки на цій ділянці. Розглядається варіант квазіпроточної ГЕС, для якої буде створено невелике водосховище на одному з рукавів річки. Наприклад, напірний рівень 102 м можливий у районі острова Сікіла.
ГЕС «Гранд Інга» встановленою потужністю 39 ГВт матиме 52 гідротурбіни по 750 МВт кожна, греблю заввишки до 150 м і повинна буде використовувати частину потоку річки ~ 26 400 м³/с. У разі реалізації, «Гранд Інга» перевершить вдвічі ГЕС «Три ущелини» у Китаї.
На 2009 проєкт «Гранд Інга» перебував у стадії передпроєктного планування. Для спорудження ГЕС буде створено міжнародний консорціум, який діятиме під егідою «Всесвітньої Енергетичної Ради». Вартість спорудження складе близько 80 млрд дол США. Очікується, що будівництво почнеться в 2014 році і може бути завершено близько 2025 року.